# Trinidad Rodríguez
General Trinidad Rodríguez Quintana fue un militar mexicano que participó en la Revolución mexicana. Nació en Huejotitán, Chihuahua, en 1882. En 1912 combatió la rebelión de Pascual Orozco, y en marzo de 1913, como consecuencia de la usurpación de Victoriano Huerta, se levantó en armas en el estado de Chihuahua. Se integró a la División del Norte comandada por Francisco Villa desde el momento de la formación. Participó en casi todas las principales batallas, tales como Chihuahua, Ciudad Juárez, Tierra Blanca, San Pedro de las Colonias y Paredón. Apoyó a Francisco Villa en las dificultades con Venustiano Carranza por la estrategia para tomar Zacatecas. Acampó en Calera, junto con la Brigada "Cuauhtémoc" antes del ataque. Herido de gravedad en los combates de dicha plaza, fue trasladado en tren hacia Chihuahua. Villa sólo sabrá después de la batalla qué Rodríguez fue bajado agonizante del tren, en Torreón dónde murió. 